# Шарапово (Одинцовский городской округ)
Шара́пово — село в Одинцовском городском округе Московской области. До февраля 2019 года входило в состав сельского поселения Никольское Одинцовского муниципального района.
В 1994—2006 годах — центр Шараповского сельского округа.
Село расположено в 9 км к северо-востоку от города Кубинка, в 11 км к юго-западу от центра города Звенигорода, на автодороге Никольское — Новошихово.

## История

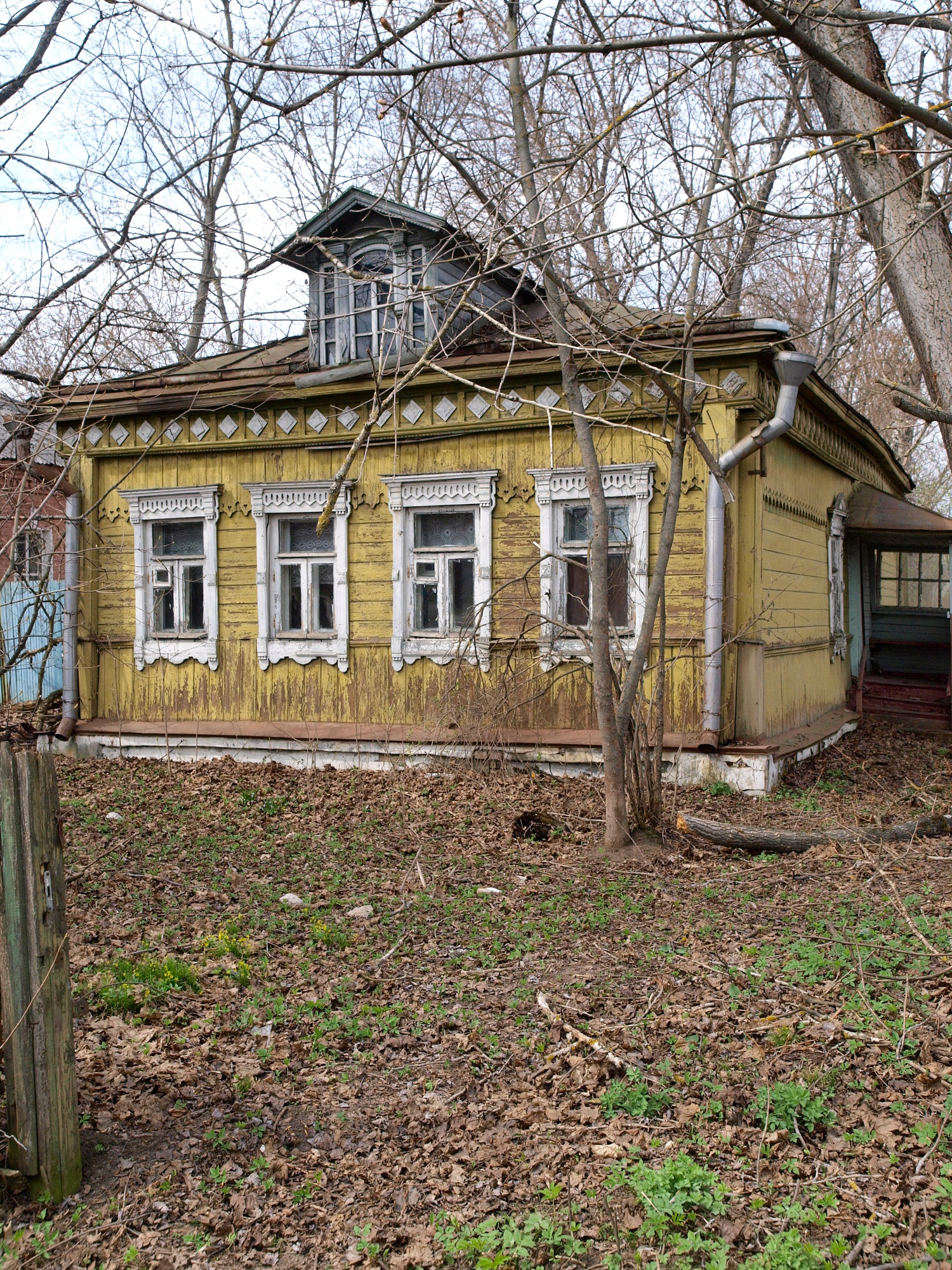
Деревянный дом в Шарапове

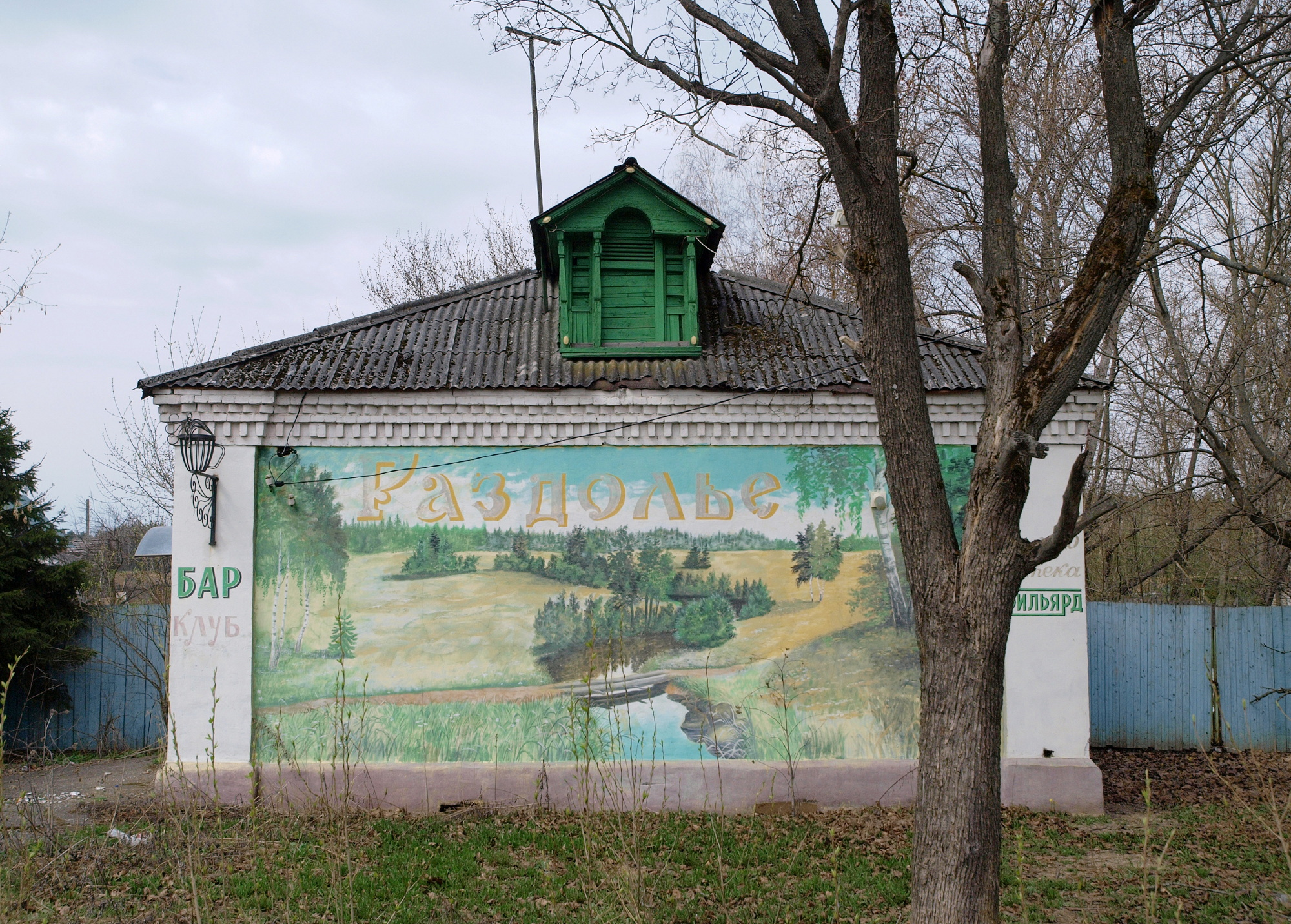
«Раздолье»

Село Шарапово впервые упоминается в 1558 году, село тогда было вотчиной Савво-Сторожевского монастыря. Монастырь постепенно рос: в 1650—1652 годах были возведены каменные стены. Рост монастыря отразились и на слободе: если по описанию 1624 года в ней насчитывалось 12 дворов, то к 1678 году было уже 5 подьяческих дворов, 26 дворов служилых людей, конюшенный двор, 12 дворов конюхов, 8 дворов поварских, 8 дворов мастеровых людей, 10 дворов кузнецов и 3 двора служебников. В 1860-е годы в Шарапово под руководством местных крестьян Петра Егорова, работавшего на оптическом заводе в Москве, и Герасима Афанасьева появляется часовой промысел. В первые годы XX века появилась ещё одна часовая фабрика Василия Ильича Платова. В 1913 году на ней выпускали уже до 1200 настенных часов в день, это была одна из крупнейших фабрик в Звенигородском уезде. История часовых мастерских в Шарапове закончилась с открытием 2-го часового завода в Москве, куда перешла на работу часть кадровых рабочих с шараповских фабрик.

## Население
| 2002 | 2006  | 2010  |
| ---- | ----- | ----- |
| 1601 | →1601 | ↘1554 |

По переписи 1989 года постоянное население составляло 1 628 человек.

## Достопримечательности
- Церковь Успения Пресвятой Богородицы[5][6].